# Heribert Henrich
Heribert Josef Henrich (* 21. Januar 1961 in Nürnberg) ist ein deutscher Musikwissenschaftler.

## Leben
Henrich wuchs im Saarland auf, wo er wesentliche musikalische Eindrücke durch die Tätigkeit von Hans Zender beim Rundfunk-Sinfonieorchesters Saarbrücken empfing. Er studierte ab 1980 Musikwissenschaft an der Freien Universität Berlin bei Rudolf Stephan und hielt sich 1985 als DAAD-Stipendiat zu Forschungszwecken in Paris auf. Mit einer Arbeit über Jean Barraqué wurde er 1995 promoviert. Henrich ist seit 1992 im Musikarchiv der Akademie der Künste, Berlin, tätig. Sein umfassendes Verzeichnis der Werke Bernd Alois Zimmermanns erhielt 2015 den Deutschen Musikeditionspreis „Best Edition“ in der Kategorie Wissenschaft. Die von ihm erarbeitete Neuedition der Sonate pour piano von Jean Barraqué wurde 2012 durch Nicolas Hodges im Rahmen des Festivals Ultraschall Berlin erstmals aufgeführt und erschien 2019 mit einem umfangreichen Kommentarband im Druck.

## Veröffentlichungen (Auswahl)
- Boris Blacher. 1903–1975. Dokumente zu Leben und Werk. Zusammengestellt und kommentiert von Heribert Henrich. Stiftung Archiv der Akademie der Künste, Berlin 1993, ISBN 3-89487-171-7.
- Das Werk Jean Barraqués. Genese und Faktur. Bärenreiter, Kassel / Basel / London / New York 1997, ISBN 3-7618-1386-4.

- Bernd Alois Zimmermann. Du und ich und ich und die Welt. Dokumente aus den Jahren 1940 bis 1950 (=.Archive zur Musik des 20. Jahrhunderts; Band 4). Im Auftrag der Stiftung Archiv der Akademie der Künste herausgegeben von Heribert Henrich. Wolke, Hofheim 1998, ISBN 3-923997-84-1.
- Beharren/Ausbrechen. Zu den Fragmenten aus Jean Barraqués „La Mort de Virgile“. In: Dorothea Redepenning, Joachim Steinheuer (Hrsg.): Mnemosyne. Zeit und Gedächtnis in der Neuen Musik des ausgehenden 20. Jahrhunderts. Pfau Verlag, Saarbrücken 2006, ISBN 978-3-89727-340-5, S. 153–175.
- Bernd Alois Zimmermann. Werkverzeichnis. Verzeichnis der musikalischen Werke von Bernd Alois Zimmermann und ihrer Quellen. Schott, Mainz 2013, ISBN 978-3-7957-0688-3.
- Bernd Alois Zimmermann. In: Nicolas Donin, Laurent Feneyrou (Hrsg.): Théories de la composition musicale au XXe siècle. Symétrie, Lyon 2013, ISBN 978-2-914373-60-9, S. 1041–1056.
- Jean Barraqué, Sonate pour piano (= Bärenreiter Urtext). Bärenreiter, Kassel / Basel 2019, ISMN 979-0-006-56760-7 (Neuedition).